# Harcourt (Australia)
Harcourt – miasto w Australii, w stanie Wiktoria. Według danych z 2021 roku w mieście mieszkało 1038 mieszkańców, a ich średni wiek to 46 lat. 50,9% z populacji to mężczyźni.